# Ryszard Dąbrowski
Ryszard Dąbrowski  (* 3. Januar 1924 in Hrodna; † 17. April 2004 in Danzig) war ein polnischer Bauingenieur.

## Leben
Dąbrowski erhielt noch 1941 bei Einmarsch der deutschen Besatzungstruppen das Abitur. Er arbeitete auf dem Kreisbauamt von Grodno und kam im Rahmen der Umsiedlungsmaßnahmen nach dem Krieg nach Danzig, wo er an der Technischen Hochschule studierte. Er war Assistent von Witold Nowacki und promovierte 1957 mit einer Dissertation über die Stabilität der Einzelträgerbrücke. 1958 wurde er Dozent und 1973 Professor. 1950 bis 1957 arbeitete er außerdem als Prüfingenieur hauptsächlich beim Wiederaufbau der polnischen Werften. 1991 wurde er emeritiert.
1963 war er Gastprofessor an der Columbia University.
Er veröffentlichte eine Monographie über gekrümmte dünnwandige Träger und zum Beispiel über Stahlwasserbau. Dąbrowski übersetzte die Monographie von Karl Girkmann über Flächentragwerke ins Polnische.
Er war Mitbegründer der Polnischen Gesellschaft für Theoretische und Angewandte Mechanik.

## Schriften
- Gekrümmte dünnwandige Träger. Theorie und Berechnung. Springer 1968
- Die verschärften elastostatischen Beziehungen der Theorie zweiter Ordnung für räumliche Rahmentragwerke. In: Stahlbau, Band 45, 1976, S. 252–254.
- Zum statischen Silodruck im Kreiszylinder mit Kegeltrichter oder Kegelboden. In: Bautechnik, Band 66, 1989, S. 281–286.